# Martin Kreutzberg
Martin Kreutzberg (* 26. Juli 1943 in Oppeln) ist ein deutsch-schweizerischer Dramaturg, Regisseur und Theaterwissenschaftler.

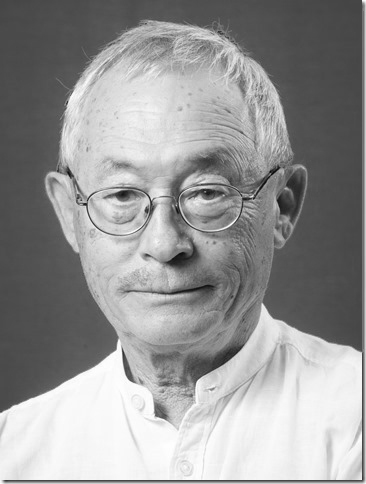
Martin Kreutzberg 2017

## Biografisches
1943 in Oppeln geboren, wechselte Martin Kreutzberg in der Folge des Zweiten Weltkrieges bis 1953 zusammen mit seiner Familie häufig den Wohnort (Oppeln – Wartha/Bardo – Sommerfeld – Schwerin – Halle – Merseburg – Plottendorf – Tannenbergsthal – Johanngeorgenstadt – Chemnitz/Karl-Marx-Stadt). In Chemnitz/Karl-Marx-Stadt blieb er von 1953 bis 1962. Dort bestand er 1961 die Reifeprüfung. Anschließend sammelte er von 1961 bis 1962 seine ersten praktischen Bühnenerfahrungen an den Städtischen Bühnen in Chemnitz/Karl-Marx-Stadt.
Von 1962 bis 1966 studierte er Theaterwissenschaft an der Theaterhochschule Leipzig. Im Anschluss wirkte er von 1966 bis 1967 als Chefdramaturg am Kreistheater in Annaberg. Von 1967 bis 1969 folgte eine Anstellung als Wissenschaftlicher Assistent an der Theaterhochschule Leipzig und zugleich ein postgraduales Studium der Theatersoziologie. Von 1969 bis 1978 krönte er seine Theaterarbeit in der DDR in Berlin als Dramaturg am Maxim-Gorki-Theater und als Aspirant an der Humboldt-Universität.
Am 18. Dezember 1978 verzog Martin Kreutzberg in die BRD. 1979 bis 1981 war er Chefdramaturg am Landestheater Schwaben in Memmingen, 1981 bis 1985 Dramaturg und Regisseur am Berner Stadttheater. Es folgten Engagements als Chefdramaturg am Staatstheater Nürnberg (1985–1989), als Dramaturg am Schauspielhaus Zürich (1989–1994) und als Intendant am Stadttheater Hildesheim (1995–2000). 2000 ließ er sich in Zürich nieder. Dort engagierte er sich als Redakteur beim elektronischen Bilder- und Lesebuch «Fluntern erzählt», sowie seit 2019 als Autor beim Online-Magazin «Journal 21». Im November 1985 heiratete er die Zürcher Historikerin Dorothee Heim.

## Wirken

### Schwerpunkte der Theater-Arbeit
UA = Uraufführung. DE = Deutsche Erstaufführung. SE = Schweizer Erstaufführung
- Maxim Gorki Theater

1974: Michail Schatrow: Wetter für morgen. DE (Dramaturgie)
1975: Michail Schatrow: Das Ende. DE (Dramaturgie)
1975: Peter Hacks: Rosie träumt. UA (Dramaturgie)
1976: Alexander Gelman: Protokoll einer Sitzung. (Dramaturgie)
1976: Peter Hacks: Ein Gespräch im Hause Stein über den abwesenden Herrn von Goethe. UA (Dramaturgie)
1978: Alexander Gelman: Rückkoppelung DE (Dramaturgie)
1978: Jürgen Groß: Match. UA (Dramaturgie)
- Stadttheater Bern

1981: Hans Stalder: Wie Ungehüür us Amerika. UA (Regie)
1982: Franz Xaver Kroetz: Nicht Fisch, nicht Fleisch. DE (Regie)
1983: Gert Heidenreich: Strafmündig. SE (Regie)
1983: Heiner Müller: Quartett. SE (Regie)
1983: R. Merz: Trauergäste. UA (Dramaturgie)
1983: Heinar Kipphardt: Bruder Eichmann. SE (Regie)
1985: René Schickele: Am Glockenturm. SE (Dramaturgie)
- Staatstheater Nürnberg

1987: Paul Kornfeld:  Jud Süss. (Dramaturgie)
1988 George Tabori: Mein Kampf. (Regie)
- Schauspielhaus Zürich

1990: Gerhart Hauptmann: Christiane Lawrenz. UA (Dramaturgie)
1991: James Joyce: Verbannte. SE (Dramaturgie)
1992: Václav Havel: Die Benachrichtigung. SE (Regie)
1992: Harold Pinter: Partytime. DE (Dramaturgie)
- 1990/91 Zusammen mit Peter Palitzsch in der Zeitschrift Theater heute: Wahl zum «Dramaturg des Jahres»

### Fernsehen (Auswahl)
1973: DFF: Stülpner-Legende.  (Fernsehserie) Dramaturgie
1975: DFF: Das Mädchen Krümel. (Fernsehserie) Drehbuch
1989: ZDF: Städteturnier Nürnberg.
1994: MDR: Lieb Vaterland – das Unteilbare Deutschland des W.W. Schütz. (Dokumentarfilm)
1994: MDR: Dreimal Stunde Null – Die Schauspielerin Manja Behrens. (Dokumentarfilm)
1995: arte: Stalins Gäste. (Dokumentarfilm)
2001: MDR: Die Werdauer 19. (Dokumentarfilm)

### Radio (Auswahl)
1979: RIAS Berlin: Theater in Ost und West
1986: BR: Kriegsverbrecher vor Gericht.
1994: Deutschlandfunk: Der Bamberger Streiter
2022: Radio SRF 2 Kultur: Zivilstand Musiker

### Printmedien (Auswahl)
- Theater und Publikum. In: Material zum Theater. Hrsg.: Verband der Theaterschaffenden der DDR 10/1973
- Wo entsteht die deutsche Dramatik. In: Stuttgarter Zeitung, 26. Januar 1979
- Theater und Drama in der DDR. In: Politik & Kultur, 1/1980
- Struktur des Publikums des DDR Theaters. In: Politik und Kultur, 2/1980
- Zum Faschismusbild in der Kunst der DDR. In: Politik und Kultur, 3/1982
- Aufbau der Todesfabrik. In: Nürnberger Nachrichten, 18. November 1987
- Warte nicht auf bessre Zeiten. In: Die Zeit, 19. Januar 1991
- Zusammen mit Verena Hoehne und Urs Bircher: Zürich eine Theaterlandschaft. Expertenbericht im Auftrag der Stadt Zürich 1991

In:  Basler Zeitung, Basel 10. November 1991; Tages-Anzeiger, Zürich 18. November 1991; Neue Zürcher Zeitung, Zürich 18. November 1991
- Theater in Zürich. In: Die Deutsche Bühne, 3/1993
- Peter Palitzsch. In: Theaterdämmerung. Und neues Leben blüht aus den Ruinen. Visionen junger Regisseure.

In: Du Zeitschrift der Kultur (630) September 1993
- 2007–2016: Redakteur der Zeitschrift «Fluntern»[25]
- Seit 2015: Herausgeber und Autor des Magazins «Fluntern erzählt»[26]
- Seit 2019: Autor im Online-Magazin «Journal 21.ch»[27]